# Elland with Greetland

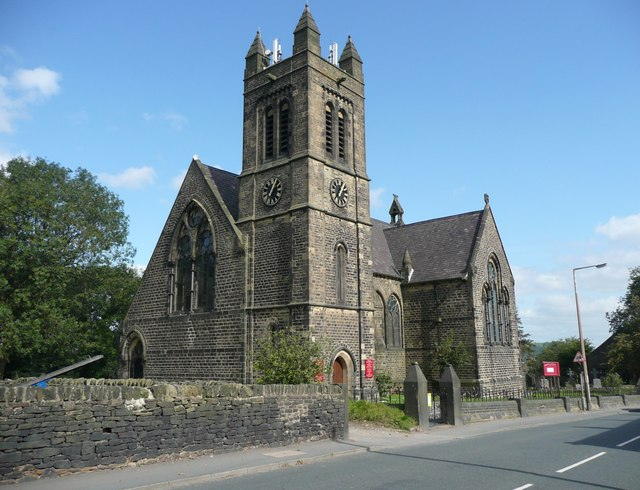
Greetland

Elland with Greetland var en civil parish från 1866 till 1894 då den blev en del av Elland, Greetland och Upper Greetland, i grevskapet West Riding of Yorkshire (nu West Yorkshire), i England. Denna civil parish var belägen 4 km från Halifax och hade 14 679 invånare år 1891.